# Omgekeerde-osmosewaterzuiveringstoestel

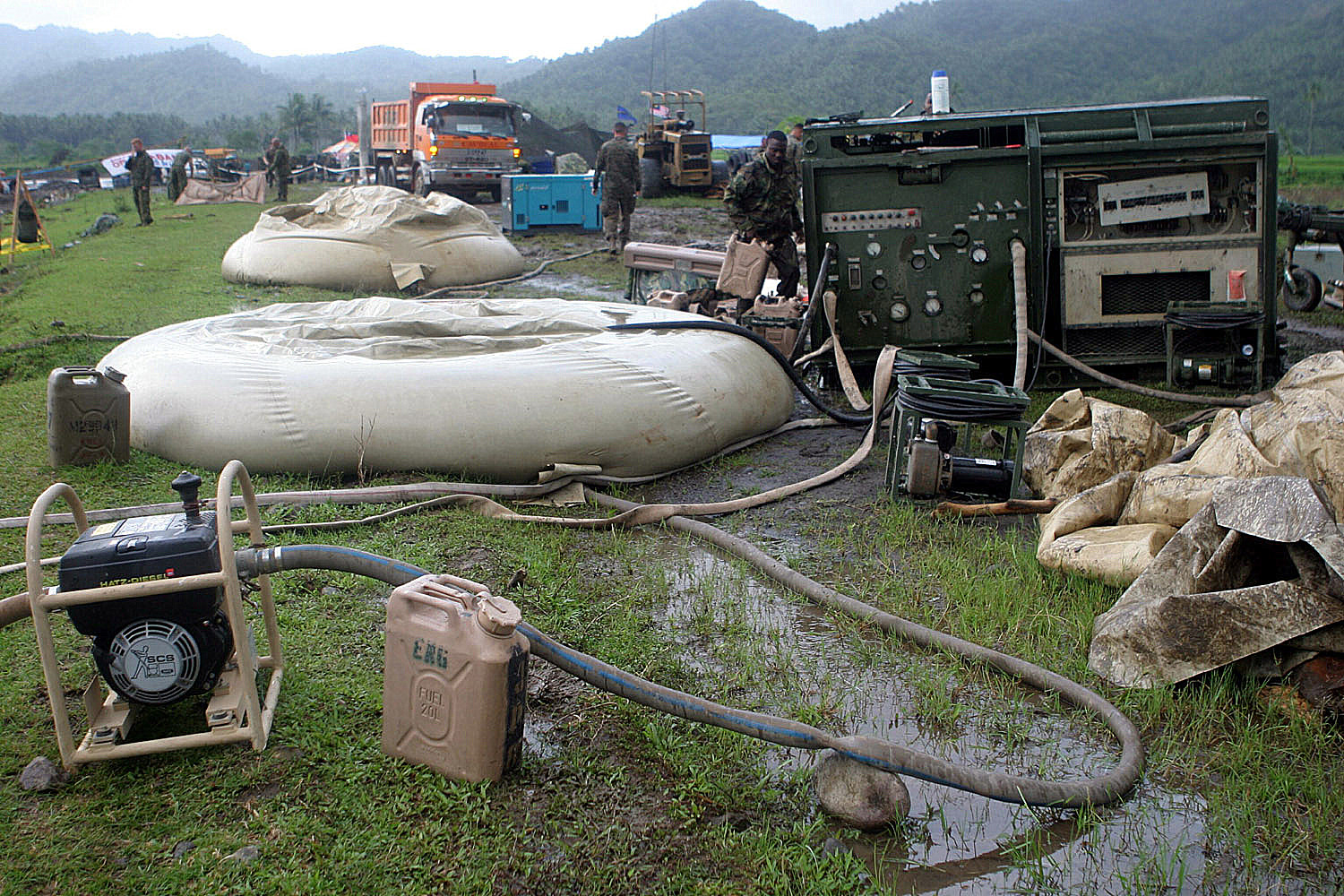
Een mobiel omgekeerde-osmosewaterzuiveringstoestel in gebruik door de Amerikaanse marine.

Een omgekeerde-osmosewaterzuiveringstoestel is een draagbare, onafhankelijke waterzuiveringsinstallatie. Het toestel zorgt voor een betere drinkwatervoorziening.  Ontworpen voor militair gebruik, kan het water van bijna elke bron zuiveren tot drinkwater. Er zijn veel modellen 'ROWPU's' in gebruik door de Krijgsmacht van Westerse landen. Er zijn containermodellen, sommige zijn gemonteerd in speciale aanhangwagens en sommige zijn volledige autonome voertuigen. 
Elke tak van de krijgsmacht heeft een eigen reeks ROWPU-modellen (RO = reverse osmosis), maar de werking is telkens gelijk. Het water wordt uit de ruwe bron in de ROWPU-module gepompt, waar zij wordt behandeld met een door een polymeer geleide coagulatie. Vervolgens is het uitgevoerd met een multi-media-filter waar het water ionenwisseling ondergaat. Het wordt dan door een patroonfilter gepompt van doorgaans in spiraal gewikkeld katoen. Met dit proces wordt het water van alle deeltjes groter dan 5 micrometer ontdaan en elimineert zo vrijwel alle turbiditeit. 
Het geklaarde water wordt vervolgens gevoed via een hogedrukzuigerpomp in een reeks van bewerkingen waar het onderworpen is aan omgekeerde osmose. Het productwater is vrij van 90,00% - 99,98% van het ruw - water - 'totaal opgeloste vaste stoffen' (TVS) en voor de militaire normen mag men niet meer dan 1000 tot 1500 delen per miljoen TVS of elektrische geleidbaarheid toelaten. Het wordt vervolgens ontsmet met onder andere chloor, broom of UV en zo goed als steriel opgeslagen voor later gebruik.
Er bestaan ook huishoudelijke lagedruk-RO-toestellen met dezelfde resultaten op kleinere schaal.